# SpongeBob SquarePants (personage)
SpongeBob SquarePants is een personage uit de gelijknamige animatieserie SpongeBob SquarePants, die te zien is op Nickelodeon. Hij is bedacht door Stephen Hillenburg en zijn stem wordt in de Engelse versie gedaan door Tom Kenny. In de Nederlandse versie vertolkt Lex Passchier de stem van de spons. Hij heeft echter vier afleveringen van seizoen 9 niet gedaan vanwege ziekte. Deze vier afleveringen zijn daarom overgenomen door Jurjen van Loon. 
SpongeBob moet een zeespons voorstellen maar lijkt meer op een huishoudspons, omdat zijn bedenker Stephen Hillenburg dat leuker vond. SpongeBob kreeg in 2009 een wassen beeld in Madame Tussauds te New York, ter gelegenheid van het tienjarig bestaan van de serie. Sinds de film The SpongeBob Movie: Sponge on the Run, is SpongeBob de mascotte van Nickelodeon Movies. Hij is ook te zien in hun productielogo.

## Biografie
SpongeBob is de protagonist uit de serie. Hij is een gele, vierkante spons met grote, blauwe ogen. Hij draagt een wit overhemd met korte mouwen, een rode stropdas en een bruine broek.
SpongeBob woont in een ananas diep in de zee, in het plaatsje Bikinibroek. Hij werkt in de Krokante Krab als kok en is de beste vriend van Patrick Ster, een zeester die vlak bij hem woont. Ook gaat hij veel om met Sandy Wang en zijn buurman Octo Tentakel, hoewel die laatste (bijna) nooit zo op SpongeBob gesteld is. Ook heeft de gele spons een huisdier, de zeeslak Gerrit (Gary in de Engelse versie).
SpongeBob is altijd heel optimistisch en treedt iedereen heel zorgzaam en lieflijk tegemoet als een vriend van hem, zelfs figuren die nooit zo op hem gesteld zijn, zoals zijn buurman Octo. Hoewel dit een positieve kant van SpongeBob is, is hij ook een tikkeltje naïef en komt soms ook heel kinderlijk over, zo begrijpt hij ingewikkeldere dingen vaak niet, bijvoorbeeld Octo's sarcasme.